# MPSレコード
MPSレコードは、ドイツに本社を置くレコード会社。ジャズ専門レーベルとして設立された。高い録音技術による音質の良さに定評がある。

## 概要
1958年、ドイツの電気メーカー「SABA」が、レコード製作部門として生み出したレーベル「SABAレコード」を前身とする。
1960年代後半、SABA社がアメリカの企業に買収されると、SABA社の重役で、SABAレコードの設立者でもあったハンス・ゲオルグ・ブルナー＝シュワー(Hans Georg Brunner-Schwer)がレコード制作部門を買取、新たにMPS（Musik-Produktion Schwarzwald）レコードを設立した。
オスカー・ピーターソン、ハンプトン・ホーズ、モンティ・アレキサンダー、山下洋輔、シンガーズ・アンリミテッドなどの著名なジャズ・アーティストがこのレーベルからアルバムを発表した。
クラシック音楽家として知られるフリードリヒ・グルダも、1960年代後半から1970年代（グルダ自身がジャズの演奏に転向しようとした時期）に、当レーベルからジャズ・アルバムを発表している。
1971年からは、ドイツを代表する化学メーカーのBASFと提携し、運営を開始した。
1983年、ハンス・ゲオルグ・ブルナー＝シュワーは、MPSをポリグラム・レコードへ売却した。

## 発売元
1980年代からポリグラム・レコードがMPSレコードの作品を発売していたが、1999年にポリグラムがユニバーサル・ミュージックと合併したため、1999年から2014年まではユニバーサル・ミュージック・グループ（UMG）がMPSのカタログを保有し、MPSがこれまで制作したアルバムの再発売を行っていた。
2012年にUMGは、これまで保有してきたレーベルのいくつかを売却することを表明し、MPSのカタログは2014年1月にハンブルクにある企業「Edel Germany GmbH」に売却された。この動きに伴い、これまで日本でMPSレコードの作品を発売していたユニバーサルミュージック合同会社から発売権が移行。2015年現在は、ビクターエンタテインメントがMPSレコードの作品を日本で配信している。

## ディスコグラフィ
en:MPS Records discographyを参照

## アーティスト
これまでにMPSレコードからアルバムを発売した経験のあるアーティストを紹介する。
- オスカー・ピーターソン
- ケニー・クラーク＝フランシー・ボラン・ビッグ・バンド
- バーデン・パウエル
- ジョージ・デューク
- フリードリヒ・グルダ
- ハンプトン・ホーズ
- モンティ・アレキサンダー
- 山下洋輔
- シンガーズ・アンリミテッド
- ハンク・ジョーンズ
- ジョージ・シアリング
- カウント・ベイシー
- ジム・ホール
- ジョー・パス
- レッド・ガーランド
- ライオネル・ハンプトン